# Sanicula liberta
Sanicula liberta là một loài thực vật có hoa trong họ Hoa tán. Loài này được Cham. & Schltdl. miêu tả khoa học đầu tiên năm 1826.